# コリンヌ・ボーラー
コリンヌ・ボーラー（Corinne Bohrer、1958年10月18日 - ）は、アメリカ合衆国ノースカロライナ州出身の女優。

## 出演作品
- ヴェロニカ・マーズ シーズン2（リアン・マーズ）
- ヴェロニカ・マーズ シーズン1（リアン・マーズ）
- シアターの怪人
- ポリスアカデミー４　市民パトロール
- 冒険野郎マクガイバー シーズン１「殺しのテクニック」
- ハロウィンナイトミュージアム
- 新ナーズの復讐
- パーフェクト・ショット
- バイス・バーサ／ボクとパパの大逆転
- ハート泥棒
- スチュワーデス・アカデミー